# Fang Blake!
Fang Blake! er en fransk-amerikansk animeret action-eventyr-tv-serie, som blev sendt på Gulli og Nickelodeon fra 2015. Serien blev produceret af FremantleMedia, I Danmark havde serien premiere den 11. april 2012 fra Nickelodeon. Der 1 sæson med 26 afsnit som har en varighed på 22 minutter.

## Danske stemmer
- Allan Hyde som Blake Myers
- Lasse Rimmer som Leonard
- Lars Thiesgaard som Maxus
- Thomas Magnussen som Jerome
- Bjarne Antonisen som Mitch

 Der er for få eller ingen kildehenvisninger i denne artikel, hvilket er et problem. Du kan hjælpe ved at angive troværdige kilder til de påstande, som fremføres i artiklen.